# 巴特利本采尔
巴特利本采尔（德語：Bad Liebenzell，發音：[baːt ˌliːbm̩ˈtsɛl] ⓘ）是德国巴登-符腾堡州卡尔斯鲁厄行政区卡尔夫县的城市，面积33.78平方千米，2023年12月31日人口为9,829人。

## 友好城市
- 法國 维莱讷拉瑞埃勒（1992年）
- 葡萄牙 洛里尼揚（2019年）